# 금개구리
금개구리(金―, 학명: Pelophylax chosenicus)는 개구리목에 속하는 양서류이다. 금선와(金線蛙) 또는 금줄개구리라고도 한다.

## 특징과 생태
몸길이는 약 6cm이다. 몸의 등쪽은 밝은 녹색이고, 고막과 등의 옆줄에 있는 융기선은 연한 갈색이며, 배쪽은 누런빛을 띤 붉은색이다. 주둥이는 앞끝이 둥글고, 콧구멍은 타원형이다. 눈꺼풀이 잘 발달되어 있고, 동공은 검은색이다. 홍채는 대개 황금색 가루를 뿌린 것 같으며, 각막은 누런빛이 도는 푸른색을 띠고 있다. 고막은 검은빛을 띤 갈색이고 타원형이며, 둘레에 가는 융기가 있다. 몸통은 팽대되어 있고, 등쪽에 둥근 융기가 촘촘히 있다. 앞다리가 뒷다리보다 발달되어 있다. 암수 모두에게 울음주머니가 없다. 산란 시기는 5월 중순부터 6월까지 이어진다.
개체의 이동성은 크지 않으나, 하루 평균 10m 내외를 이동하며 한 해 동안 700m2정도의 영역에서 활동한다.

## 분포
한국·몽골·중국 등지에 분포하는 것으로 알려졌으나 한국 고유종으로 중국과는 다른 아종으로 분류되었다. 2012년 충남 비오톱 조사로 세종특별자치시(당시 충남 연기군 남면) 장남들판에 대규모 서식지가 발견되었다. 작은 규모로는 서해안 도서지역 및 여러 곳에서 발견되고 있다. 장남들판의 비오톱 조사에서 2012년 발견된 것은 이전에 논이 조사대상지에 들어가지 않았기 때문으로 이전에도 동일 장소에 계속 서식했던 것으로 판단된다.
과거 논이나 웅덩이에서 쉽게 볼 수 있었던 종이지만, 도시 개발과 농약 사용, 참개구리와의 경쟁에서 밀리면서 현재는 멸종위기 야생생물 Ⅱ급으로 지정되어 보호를 받고 있다.